# Чотири мушкетери

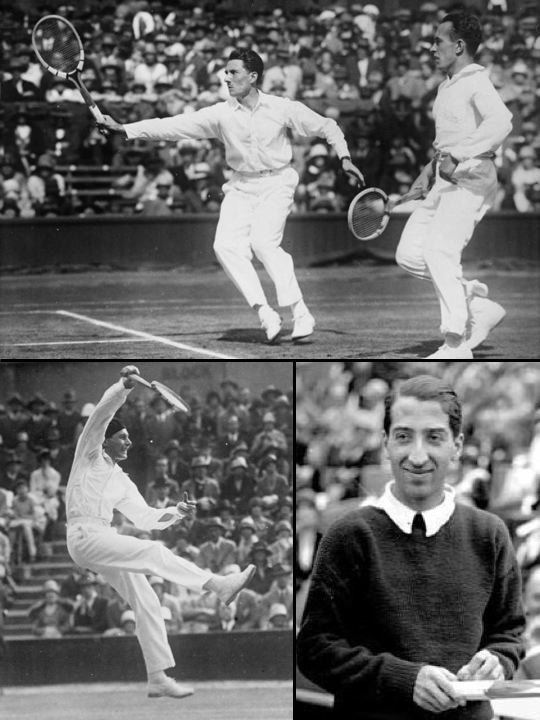
Чотири мушкетери: Жак Бруньйон і Анрі Коше у парі, 1930 рік (зверху), Жан Боротра, 1931 рік (знизу зліва), Рене Лакост, 1929 рік (знизу справа).

Чотири мушкетери (фр. Les Quatre Mousquetaires) — названі на честь популярного фільму за мотивами класичного роману Александра Дюма, французькі тенісисти, які домінували у світовому тенісі у другій половині 1920-х років і на початку 1930-х, вигравши 20 турнірів Grand Slam в індивідуальному і 23 — у парному розрядах. Крім того, завдяки їм збірна Франції виграла 6 підряд розіграшів Кубка Девіса у 1927—1932 роках, коли цей турнір був таким же престижним, яким зараз є чемпіонат світу з футболу. У рік створення кубка Ролан Гаррос його було названо Кубок мушкетерів на честь квартету.

## Склад
- Жан Боротра (1898—1994)
- Жак Бруньйон (1895—1978)
- Анрі Коше (1901—1987)
- Рене Лакост (1904—1996)

## Виступи
Бруньйон був фахівцем у парній грі, у той час як Боротра, Коше і Лакост спеціалізувалися на індивідуальній грі. Між собою вони розіграли 3 United States Championships, 6 підряд Вімблдонських турнірів у 1924—1929 роках, і 10 титулів за 11 років на Ролан Гаррос у 1922—1932 роках. Єдиним гравцем, хто міг боротися із ними на рівних, був великий американець Білл Тілден (який у 1920—1926 був найкращим гравцем світу, поки Лакост не перейняв у нього це звання). Мушкетери остаточно здали позиції з приходом нового покоління тенісистів: Еллсворт Вайнс, Фред Перрі, Джек Кроуфорд, і Дон Бадж.

## Спадок
Четверо тенісистів були національними іконами у Франції усе своє життя, навіть після відходу зі спорту. Кожен з них прожив щонайменше 83 роки, і в 1976 році усіх їх було включено до Міжнародної зали тенісної слави.
Новими мушкетерами, (Nouveaux Mousquetaires або néo-Mousquetaires) журнал L'Équipe назвав чотирьох найкращих французьких тенісистів сьогодення: Жиля Симона, Рішара Гаске, Жо-Вілфріда Тсонга і Гаеля Монфіса. У 2008 році Франція вперше з часу впровадження автоматизованого рейтингу мала серед топ-20 гравців світу чотирьох своїх представників. У цьому ж складі вони були в топ-20 в середині 2011 року.